# ویاچسلاو دانیلنکو
ویاچسلاو دانیلنکو (به انگلیسی: Vyacheslav Danilenko) و (به روسی: Вячеслав Даниленко) (زاده ۱۹۳۵ میلادی) در اوکراین متولد شد. وی دکترای علوم و دانشمند اتحاد جماهیر شوروی سوسیالیستی سابق و متخصص نانوالماس است.

## دوران اتحاد جماهیر شوروی
در طی دوران شوروی، او در نصب و راه‌اندازی تأسیسات هسته‌ای موسوم به NII-1011 واقع در شهر بستهٔ اسنژینسک به کار گرفته شد. فعالیت در زمینه انفجارات کوچک، در نهایت منجر به کشفیات دانیلینکو در نانوالماس شد.

## پس از فروپاشی شوروی

### اوکراین
سپس از اتحاد جماهیر شوروی به اوکراین نقل مکان کرد، در آنجا او برای مدیریت یک شرکت خصوصی به نام ALIT در کی‌یف، دعوت شد.

### ایران
در سال ۱۹۹۵ میلادی، ارتباط او با ایران به منظور توسعه صنعت نانوالماس در این کشور آغاز شد. در سال ۲۰۱۱ میلادی واشینگتن پست مقاله‌ای منتشر کرد و به استناد گزارش منتشر شده توسط آژانس بین‌المللی انرژی اتمی، این نشریه ادعا کرد بین سال‌های ۱۹۹۶ و ۲۰۰۲ میلادی، ایران از تجربه و تخصص وی در توسعه چاشنی هسته‌ای در مرکز تحقیقات فیزیک خود، بهرمند بوده است.
دانیلنکو این ادعا را تکذیب کرد و در ماه نوامبر IEAE ضمیمه‌ای منتشر و در آن تأیید کرد که کمک‌های وی در توسعه نانوالماس، صرفاً برای مقاصد غیرنظامی بوده است.
با اصرار آژانس بین‌المللی انرژی اتمی، در بازرسی پایگاه نظامی پارچین، که در آن آزمایش با مواد منفجره در یک محفظه خاص انجام می‌شد، این ادعا تأیید شده است.

### جمهوری چک
او در حال حاضر با یک شرکت به نام نانوگروپ بایگانی‌شده  در ۱۸ دسامبر ۲۰۱۴ توسط Wayback Machine در جمهوری چک کار می‌کند.

## مطالعه بیشتر
ایران با کمک دانشمندان خارجی به آستانه توانایی اتمی رسیده-شبکه دیدگاه